# Final do Grand Prix de Patinação Artística no Gelo de 2011–12
A Final do Grand Prix de Patinação Artística no Gelo de 2011–12 foi a décima sétima edição da competição, um evento anual de patinação artística no gelo organizado pela União Internacional de Patinação (em inglês:  International Skating Union), e o evento final do Grand Prix de 2011–12. Os patinadores se qualificaram para essa competição através de outras seis competições: Trophée Éric Bompard, NHK Trophy, Rostelecom Cup, Cup of China, Skate America e Skate Canada International. O evento júnior é disputado ao mesmo tempo do sênior. A competição foi disputada entre os dias 8 de dezembro e 11 de dezembro de 2011, na cidade de Quebec, Quebec, Canadá.

## Eventos
- Individual masculino
- Individual feminino
- Duplas
- Dança no gelo

## Medalhistas
| Evento                        | Ouro                                            | Prata                                       | Bronze                                              |
| Sênior                        |                                                 |                                             |                                                     |
| Individual masculino detalhes | Patrick Chan · Canadá                           | Daisuke Takahashi · Japão                   | Javier Fernández · Espanha                          |
| Individual feminino detalhes  | Carolina Kostner · Itália                       | Akiko Suzuki · Japão                        | Alena Leonova · Rússia                              |
| Duplas detalhes               | Aliona Savchenko · Robin Szolkowy · Alemanha    | Tatiana Volosozhar · Maxim Trankov · Rússia | Yuko Kavaguti · Alexander Smirnov · Rússia          |
| Dança no gelo detalhes        | Meryl Davis · Charlie White · Estados Unidos    | Tessa Virtue · Scott Moir · Canadá          | Nathalie Péchalat · Fabian Bourzat · França         |
| Júnior                        |                                                 |                                             |                                                     |
| Individual masculino detalhes | Jason Brown · Estados Unidos                    | Yan Han · China                             | Joshua Farris · Estados Unidos                      |
| Individual feminino detalhes  | Julia Lipnitskaia · Rússia                      | Polina Shelepen · Rússia                    | Polina Korobeynikova · Rússia                       |
| Duplas detalhes               | Sui Wenjing · Han Cong · China                  | Katherine Bobak · Ian Beharry · Canadá      | Britney Simpson · Matthew Blackmer · Estados Unidos |
| Dança no gelo detalhes        | Victoria Sinitsina · Ruslan Zhiganshin · Rússia | Anna Yanovskaia · Sergei Mozgov · Rússia    | Alexandra Stepanova · Ivan Bukin · Rússia           |

## Classificados
Sênior
|             | Masculino             | Feminino                   | Duplas                                      | Dança no gelo                             |
| ----------- | --------------------- | -------------------------- | ------------------------------------------- | ----------------------------------------- |
| 1           | CAN Patrick Chan      | RUS Elizaveta Tuktamysheva | RUS Tatiana Volosozhar / Maxim Trankov      | USA Meryl Davis / Charlie White           |
| 2           | JPN Daisuke Takahashi | JPN Mao Asada              | GER Aliona Savchenko / Robin Szolkowy       | CAN Tessa Virtue / Scott Moir             |
| 3           | USA Jeremy Abbott     | ITA Carolina Kostner       | RUS Yuko Kavaguti / Alexander Smirnov       | USA Maia Shibutani / Alex Shibutani       |
| 4           | CZE Michal Březina    | JPN Akiko Suzuki           | CHN Zhang Dan / Zhang Hao                   | RUS Ekaterina Bobrova / Dmitri Soloviev   |
| 5           | ESP Javier Fernández  | USA Alissa Czisny          | JPN Narumi Takahashi / Mervin Tran          | FRA Nathalie Péchalat / Fabian Bourzat    |
| 6           | JPN Yuzuru Hanyu      | RUS Alena Leonova          | CAN Meagan Duhamel / Eric Radford           | CAN Kaitlyn Weaver / Andrew Poje          |
| Substitutos |                       |                            |                                             |                                           |
| 1º          | CHN Song Nan          | RUS Adelina Sotnikova      | CAN Kirsten Moore-Towers / Dylan Moscovitch | ITA Anna Cappellini / Luca Lanotte        |
| 2º          | JPN Takahiko Kozuka   | USA Mirai Nagasu           | RUS Vera Bazarova / Yuri Larionov           | RUS Elena Ilinykh / Nikita Katsalapov     |
| 3º          | USA Adam Rippon       | USA Ashley Wagner          | CHN Sui Wenjing / Han Cong                  | LTU Isabella Tobias / Deividas Stagniūnas |

- Em 8 de dezembro, Mao Asada anunciou que se retiraria da competição por causa de uma emergência familiar; não houve substituição.[1]

Júnior
|             | Masculino               | Feminino                 | Duplas                                    | Dança no gelo                              |
| ----------- | ----------------------- | ------------------------ | ----------------------------------------- | ------------------------------------------ |
| 1           | CHN Yan Han             | RUS Julia Lipnitskaia    | CHN Sui Wenjing / Han Cong                | RUS Victoria Sinitsina / Ruslan Zhiganshin |
| 2           | USA Joshua Farris       | RUS Polina Shelepen      | CHN Yu Xiaoyu / Jin Yang                  | RUS Alexandra Stepanova / Ivan Bukin       |
| 3           | USA Jason Brown         | USA Vanessa Lam          | USA Britney Simpson / Matthew Blackmer    | RUS Anna Yanovskaia / Sergei Mozgov        |
| 4           | RUS Maxim Kovtun        | JPN Risa Shoji           | CAN Katherine Bobak / Ian Beharry         | UKR Maria Nosulia / Evgen Kholoniuk        |
| 5           | JPN Ryuju Hino          | CHN Li Zijun             | RUS Ekaterina Petaikina / Maxim Kurduykov | UKR Anastasia Galyeta / Alexei Shumski     |
| 6           | JPN Keiji Tanaka        | RUS Polina Korobeynikova | RUS Tatiana Tudvaseva / Sergei Lisiev     | USA Alexandra Aldridge / Daniel Eaton      |
| Substitutos |                         |                          |                                           |                                            |
| 1º          | RUS Artur Dmitriev, Jr. | USA Samantha Cesario     |                                           | USA Lauri Bonacorsi / Travis Mager         |
| 2º          | CHN Zhang He            | RUS Polina Agafonova     | CAN Margaret Purdy / Michael Marinaro     | RUS Valeria Zenkova / Valerie Sinitsin     |
| 3º          | KOR Lee June-Hyoung     | JPN Satoko Miyahara      | CZE Klara Kadlecova / Petr Bidar          | RUS Evgenia Kosigina / Nikolai Moroshkin   |

- Em 30 de novembro, a dupla Jessica Calalang e Zack Sidhu foi substituída por Tatiana Tudvaseva e Sergei Lisiev.

## Resultados

### Sênior

#### Individual masculino
| Pos.              | Nome              | Nacionalidade    | Pontos | PC        | PL         |
| ----------------- | ----------------- | ---------------- | ------ | --------- | ---------- |
| Medalha de ouro   | Patrick Chan      | Canadá           | 260.30 | 86.63 (1) | 173.67 (1) |
| Medalha de prata  | Daisuke Takahashi | Japão            | 249.12 | 76.49 (5) | 172.63 (2) |
| Medalha de bronze | Javier Fernández  | Espanha          | 247.55 | 81.26 (3) | 166.29 (4) |
| 4                 | Yuzuru Hanyu      | Japão            | 245.82 | 79.33 (4) | 166.49 (3) |
| 5                 | Jeremy Abbott     | Estados Unidos   | 238.82 | 82.66 (2) | 156.16 (5) |
| 6                 | Michal Březina    | República Tcheca | 218.98 | 75.26 (6) | 143.72 (6) |

#### Individual feminino
| Pos.              | Nome                   | Nacionalidade  | Pontos | PC        | PL         |
| ----------------- | ---------------------- | -------------- | ------ | --------- | ---------- |
| Medalha de ouro   | Carolina Kostner       | Itália         | 187.48 | 66.43 (1) | 121.05 (1) |
| Medalha de prata  | Akiko Suzuki           | Japão          | 179.76 | 61.30 (2) | 118.46 (3) |
| Medalha de bronze | Alena Leonova          | Rússia         | 176.42 | 60.46 (3) | 115.96 (4) |
| 4                 | Elizaveta Tuktamysheva | Rússia         | 174.51 | 54.99 (5) | 119.52 (2) |
| 5                 | Alissa Czisny          | Estados Unidos | 156.97 | 60.30 (4) | 96.67 (5)  |
| WD                | Mao Asada              | Japão          | —      |           |            |

#### Duplas
| Pos.              | Nome                               | Nacionalidade | Pontos | PC        | PL         |
| ----------------- | ---------------------------------- | ------------- | ------ | --------- | ---------- |
| Medalha de ouro   | Aliona Savchenko / Robin Szolkowy  | Alemanha      | 212.26 | 69.82 (2) | 142.44 (1) |
| Medalha de prata  | Tatiana Volosozhar / Maxim Trankov | Rússia        | 212.08 | 71.57 (1) | 140.51 (2) |
| Medalha de bronze | Yuko Kavaguti / Alexander Smirnov  | Rússia        | 187.77 | 61.37 (4) | 126.40 (3) |
| 4                 | Zhang Dan / Zhang Hao              | China         | 182.54 | 63.43 (3) | 119.11 (4) |
| 5                 | Meagan Duhamel / Eric Radford      | Canadá        | 170.43 | 61.04 (5) | 109.39 (5) |
| 6                 | Narumi Takahashi / Mervin Tran     | Japão         | 164.42 | 59.54 (6) | 104.88 (6) |

#### Dança no gelo
| Pos.              | Nome                                | Nacionalidade  | Pontos | PC        | PL         |
| ----------------- | ----------------------------------- | -------------- | ------ | --------- | ---------- |
| Medalha de ouro   | Meryl Davis / Charlie White         | Estados Unidos | 188.55 | 76.17 (1) | 112.38 (2) |
| Medalha de prata  | Tessa Virtue / Scott Moir           | Canadá         | 183.84 | 71.01 (2) | 112.83 (1) |
| Medalha de bronze | Nathalie Péchalat / Fabian Bourzat  | França         | 169.69 | 68.68 (3) | 101.01 (3) |
| 4                 | Kaitlyn Weaver / Andrew Poje        | Canadá         | 166.07 | 66.24 (4) | 99.83 (4)  |
| 5                 | Maia Shibutani / Alex Shibutani     | Estados Unidos | 160.55 | 65.53 (5) | 95.02 (5)  |
| 6                 | Ekaterina Bobrova / Dmitri Soloviev | Rússia         | 157.30 | 64.05 (6) | 93.25 (6)  |

### Júnior

#### Individual masculino júnior
| Pos.              | Nome          | Nacionalidade  | Pontos | PC        | PL         |
| ----------------- | ------------- | -------------- | ------ | --------- | ---------- |
| Medalha de ouro   | Jason Brown   | Estados Unidos | 208.41 | 68.77 (2) | 139.64 (2) |
| Medalha de prata  | Yan Han       | China          | 205.93 | 64.23 (3) | 141.70 (1) |
| Medalha de bronze | Joshua Farris | Estados Unidos | 203.98 | 72.99 (1) | 130.99 (3) |
| 4                 | Maxim Kovtun  | Rússia         | 193.76 | 63.68 (4) | 130.08 (4) |
| 5                 | Ryuju Hino    | Japão          | 172.75 | 60.12 (5) | 112.63 (6) |
| 6                 | Keiji Tanaka  | Japão          | 171.14 | 58.15 (6) | 112.99 (5) |

#### Individual feminino júnior
| Pos.              | Nome                 | Nacionalidade  | Pontos | PC        | PL         |
| ----------------- | -------------------- | -------------- | ------ | --------- | ---------- |
| Medalha de ouro   | Julia Lipnitskaia    | Rússia         | 179.73 | 59.98 (1) | 119.75 (1) |
| Medalha de prata  | Polina Shelepen      | Rússia         | 162.34 | 54.99 (2) | 107.35 (2) |
| Medalha de bronze | Polina Korobeynikova | Rússia         | 151.18 | 45.24 (5) | 105.94 (3) |
| 4                 | Li Zijun             | China          | 146.53 | 43.10 (6) | 103.43 (4) |
| 5                 | Vanessa Lam          | Estados Unidos | 145.62 | 54.34 (3) | 91.28 (5)  |
| 6                 | Risa Shoji           | Japão          | 134.35 | 51.53 (4) | 82.82 (6)  |

#### Duplas júnior
| Pos.              | Nome                                  | Nacionalidade  | Pontos | PC        | PL         |
| ----------------- | ------------------------------------- | -------------- | ------ | --------- | ---------- |
| Medalha de ouro   | Sui Wenjing / Han Cong                | China          | 160.43 | 57.43 (1) | 103.00 (1) |
| Medalha de prata  | Katherine Bobak / Ian Beharry         | Canadá         | 152.65 | 52.77 (2) | 99.88 (2)  |
| Medalha de bronze | Britney Simpson / Matthew Blackmer    | Estados Unidos | 146.35 | 50.91 (3) | 95.44 (5)  |
| 4                 | Ekaterina Petaikina / Maxim Kurduykov | Rússia         | 146.17 | 48.75 (4) | 97.42 (4)  |
| 5                 | Yu Xiaoyu / Jin Yang                  | China          | 144.71 | 46.83 (5) | 97.88 (3)  |
| 6                 | Tatiana Tudvaseva / Sergei Lisiev     | Rússia         | 133.79 | 45.47 (6) | 88.32 (6)  |

#### Dança no gelo júnior
| Pos.              | Nome                                   | Nacionalidade  | Pontos | PC        | PL        |
| ----------------- | -------------------------------------- | -------------- | ------ | --------- | --------- |
| Medalha de ouro   | Victoria Sinitsina / Ruslan Zhiganshin | Rússia         | 147.53 | 60.47 (1) | 87.06 (1) |
| Medalha de prata  | Anna Yanovskaia / Sergei Mozgov        | Rússia         | 136.61 | 56.22 (2) | 80.39 (3) |
| Medalha de bronze | Alexandra Stepanova / Ivan Bukin       | Rússia         | 135.17 | 52.48 (4) | 82.69 (2) |
| 4                 | Alexandra Aldridge / Daniel Eaton      | Estados Unidos | 129.01 | 51.59 (5) | 77.42 (4) |
| 5                 | Anastasia Galyeta / Alexei Shumski     | Ucrânia        | 115.17 | 50.13 (6) | 65.04 (5) |
| 6                 | Maria Nosulia / Evgen Kholoniuk        | Ucrânia        | 113.79 | 53.95 (3) | 59.84 (6) |

## Quadro de medalhas
| Ordem | País           | Medalha de ouro | Medalha de prata | Medalha de bronze |    | Ordem por total |
| ----- | -------------- | --------------- | ---------------- | ----------------- | -- | --------------- |
| 1     | Rússia         | 2               | 3                | 4                 | 9  | 1               |
| 2     | Estados Unidos | 2               |                  | 2                 | 4  | 2               |
| 3     | Canadá         | 1               | 2                |                   | 3  | 3               |
| 4     | China          | 1               | 1                |                   | 2  | 4               |
| 5     | Alemanha       | 1               |                  |                   | 1  | 6               |
| 5     | Itália         | 1               |                  |                   | 1  | 6               |
| 7     | Japão          |                 | 2                |                   | 2  | 4               |
| 8     | Espanha        |                 |                  | 1                 | 1  | 6               |
| 8     | França         |                 |                  | 1                 | 1  | 6               |
| TOTAL | TOTAL          | 8               | 8                | 8                 | 24 | —               |